# Пизон (узурпатор)
Луций Кальпурний Пизон (лат. Lucius Calpurnius Piso) — римский император-узурпатор в 261 году.
С самого начала Пизон поддерживал узурпацию Макрианов, отца и сына. После пленения Валериана I Галлиен послал Валента подавить восстание Макрианов. Когда Макриан Старший послал Пизона к Валенту с целью убить его, он провозгласил себя императором и удалился в Фессалию, где был убит солдатами Валента. Современные учёные считают, что Пизон был вымышлен, так как в «Истории Августов» описаны многие несуществующие узурпаторы.